# Ледники (Минская область)
Ледники́ (бел. Леднікі) — деревня в составе Фанипольского сельсовета Дзержинского района Минской области Беларуси. Деревня расположена в 16 километрах от Дзержинска, 24 километрах от Минска и 6 километрах от железнодорожной станции Фаниполь.

## История
Деревня известна с середины XVI века. Согласно инвентарю 1588 года село находилось в составе имения Койданово, административно относилось к Минскому повету Минского воеводства ВКЛ. В 1768 году насчитывалось 35 дворов, неподалёку размещалось имение И. Огинского. 
После второго раздела Речи Посполитой в 1793 году, находилась в составе Российской империи. В 1800 году насчитывалось 32 двора, 230 жителей, владение князя Д. Радзивилла. В 1815 году находилось во владении у И. Язвинского, проживали 100 ревизских душ мужского пола. В середине XIX века деревня принадлежала помещицам В. Огинской и М. Шишковой. В 1870 год проживали 68 жителей мужского пола, в составе имения Уса, владение Червинской. В 1883 году в деревне открылась школа грамоты, где обучались 14 мальчиков.
Во второй половине XIX века—начале XX века находилась в составе Самохваловичской волости Минского уезда Минской губернии. В 1897 году, по данным переписи проживали 348 жителей, насчитывалось 57 дворов. В это же время действовал хлебозапасный магазин. В 1912 году было открыто одноклассное народное училище. 22 июля 1913 года произошла антиправительственная демонстрация крестьян. В 1917 году насчитывалось 70 дворов, проживали 440 жителей. В 1924 году на базе земской была открыта начальная школа, которая размещалась в съёмном помещении (в 1925 году — 65 учащихся).
С 20 апреля 1924 года в составе Байдацкого сельсовета (переименован 21 августа 1925 года в Ледницкий) Койдановского района Минского округа, затем Дзержинского польского национального района. 31 июля 1937 года полрайон был упразднён и деревня была включена в состав Минского района. С 20 февраля 1938 года находится в составе Минской области, которая была образована после упразднения окружной системы деления Белорусской ССР. С 4 февраля 1939 года в составе восстановленного Дзержинского района. В 1926 году насчитывалось 74 дворов, проживали 108 жителей. В годы коллективизации был организован колхоз «Вязань», действовало торфпредприятие.
Во время Великой Отечественной войны с 28 июня 1941 года по 7 июля 1944 года деревня была оккупирована немецко-фашистскими захватчиками, на фронте погибли 26 жителей деревни. В послевоенное время деревня входила в состав колхоза «Искра» (центр — д. Черниковщина). С 16 июля 1954 года деревня была переведена в состав Фанипольского сельсовета. В 1960 году проживали 310 жителей. В 1991 году насчитывалось 53 хозяйства, проживали 102 жителя. По состоянию на 2009 год, деревня находится в составе СПК «Искра-Агро».

## Население
| Численность населения (по годам) | Численность населения (по годам) | Численность населения (по годам) | Численность населения (по годам) | Численность населения (по годам) | Численность населения (по годам) | Численность населения (по годам) | Численность населения (по годам) |
| 1800                             | 1897                             | 1909                             | 1917                             | 1926                             | 1960                             | 1991                             | 1999                             |
| -------------------------------- | -------------------------------- | -------------------------------- | -------------------------------- | -------------------------------- | -------------------------------- | -------------------------------- | -------------------------------- |
| 230                              | ↗348                             | ↗359                             | ↗440                             | ↘108                             | ↗310                             | ↘102                             | ↘79                              |
| 2004                             | 2009                             | 2017                             | 2018                             | 2020                             | 2022                             |                                  |                                  |
| ↘53                              | ↘40                              | ↘34                              | ↘32                              | ↘30                              | ↗32                              |                                  |                                  |

## Известные уроженцы
- Александр Иванович Саракач (р. 1963) — белорусский государственный и политический деятель, депутат Палаты представителей Национального собрания, бывший председатель Дзержинского районного Совета депутатов и депутат Минского областного Совета депутатов.